# Lago del Vajont
Il Lago del Vajont è un piccolo lago alpino, situato nell'omonima Valle del Vajont, in Friuli-Venezia Giulia (provincia di Pordenone), all'interno del Parco naturale delle Dolomiti Friulane (Prealpi Carniche - Dolomiti Friulane), nel territorio del comune di Erto e Casso: si tratta del lago residuo alla costruzione del bacino artificiale con l'omonima diga e a seguito del noto disastro.